# Bitka v Filipinskem morju
Bitka v Filipinskem morju je bila ena izmed pomembnejših pomorskih bitk druge svetovne vojne. Do bitke, v kateri sta se spopadli japonska in ameriška mornarica, je prišlo med 19. in 20. junijem 1944 v Filipinskem morju, zahodno od Marianskih otokov. Bitka je bila posledica nove japonske ofenzive proti ameriški floti na Pacifiku, ki je v tistem času zavzemala otok za otokom. Štiri dni pred bitko je ameriška podmornica odkrila japonsko ladjevje namenjeno proti Marianskim otokom s čimer so Japonci izgubili element presenečenja. Američani so imeli štiri dni časa, da so zbrali floto in se odpravili nasproti japonski floti. Devetnajstega junija sta se floti srečali zahodno od Marianov. Prišlo je do  bitke v kateri je sodelovalo devet japonskih in petnajst ameriških letalonosilk ter večje število bojnih in spremljevalnih ladij. Bitka se je za japonsko mornarico končala katastrofalno, v dvodnevnih bojih so izgubili 3 letalonosilke in 600 letal medtem ko so Američani izgubili le 123 letal. Zaradi tako velikih japonskih izgub in praktično nobenih izgub na ameriški strani je bitka dobila vzdevek >>lov na marianskega purana<<. Spopad v Filipinskem morju je dokončno zapečatil usodo nekdaj ponosne in strah vzbujajoče japonske cesarske mornarice ter jo s tem potisnil med tretjerazredne bojne sile.